# Stefan Marković
Stefan Marković (cyr. Стефан Марковић, ur. 25 kwietnia 1988 w Belgradzie) – serbski koszykarz występujący na pozycjach rozgrywającego oraz rzucającego obrońcy, reprezentant kraju, wicemistrz olimpijski, świata oraz Europy, obecnie zawodnik Crvenej Zvezdy.

## Osiągnięcia
Stan na 21 listopada 2022, na podstawie, o ile nie zaznaczono inaczej.

### Drużynowe
- Mistrz:
  - Ligi Adriatyckiej (2022)
  - Włoch (2021)
  - Serbii (2022)
- Wicemistrz:
  - Eurocup (2012)
  - Ligi Adriatyckiej (2008)
  - Serbii (2008)
- Zdobywca Pucharu Serbii (2022)
- Finalista:
  - pucharu:
    - Hiszpanii (2013)
    - Serbii (2008)

  - Superpucharu Hiszpanii (2015)
- Uczestnik międzynarodowych rozgrywek:
  - Euroligi (2014–2016)
  - Pucharu ULEB/Eurocup (2006–2014)
  - EuroChallenge (2010/2011)

### Indywidualne
- MVP:
  - miesiąca ligi VTB (marzec 2017)
  - spotkania numer 2 półfinałów EuroCup (2012/2013)
- Lider w asystach:
  - Eurocup (2017)
  - ligi włoskiej (2020)

### Reprezentacja
Seniorów
- Wicemistrz:
  - olimpijski (2016)[8][9]
  - świata (2014)[10]
  - Europy (2009)[11]
- Uczestnik:
  - mistrzostw:
    - świata (2010 – 4. miejsce, 2014)[12]
    - Europy (2007 – 13. miejsce, 2009, 2011 – 8. miejsce, 2013 – 7. miejsce, 2015 – 4. miejsce)[13][14][15][16]

  - kwalifikacji:
    - olimpijskich (2016 – 1. miejsce)[17]
    - do Eurobasketu (2009)

  - turnieju:
    - FIBA Diamond Ball (2008 – 5. miejsce)[18]
    - London Invitational Tournament (2011 – 4. miejsce)[19]

Młodzieżowe
- Mistrz świata U–19 (2007)[20]
- Brązowy medalista turnieju Alberta Schweitzera (2006)
- Uczestnik:
  - U–18 (2006 – 5. miejsce)[21]
  - U–16 (2004 – 9. miejsce)[22]